# HD 61554
HD 61554，又名BD-18 1946，SAO 153195、HR 2947，是一颗恒星，视星等为6.72，位于銀經234.92，銀緯1.61，其B1900.0坐标为赤經7h 34m 40.8s，赤緯-18° 1.61′ 0″。